# Arthrosphaera disticta
Arthrosphaera disticta är en mångfotingart som beskrevs av Pocock 1895. Arthrosphaera disticta ingår i släktet Arthrosphaera och familjen Sphaerotheriidae. Inga underarter finns listade i Catalogue of Life.